# Leśniów (Żarki)
Leśniów – jednostka pomocnicza gminy określona jako osiedle oraz część miasta Żarki, włączony do miasta w 1949 roku.
Jako jednostka pomocnicza gminy obejmuje ulice: Klasztorna, Krzywa, Leśniowska (nr nieparzyste od 55 do końca, nr parzyste od 86 do końca), Mostowa, Niegowska, Ofiar Katania (nr nieparzyste od 5 do końca, nr parzyste od 22 do końca), Wschodnia, Źródlana.
Na terenie Leśniowa znajduje się klasztor i nowicjat zakonu paulinów i sanktuarium Matki Bożej Leśniowskiej.
W latach 1975–1998 miejscowość położona była w województwie częstochowskim.